# Alexandre Varlet
Pour les articles homonymes, voir Varlet.
Alexandre Varlet, né le 25 octobre 1974 à La Rochelle, est un auteur-compositeur-interprète et guitariste français.

## Biographie
Étudiant en fac de lettres à Poitiers, Alexandre Varlet se lance dans la musique après avoir joué en première partie de Christophe Miossec. Son premier album, Naïf comme le couteau, sort en 1998 sur Commando!, filiale de BMG France. Varlet donne alors 120 concerts en deux ans,. En 1999, il fait partie des lauréats du FAIR.
Son deuxième album, Dragueuse de fond, est édité en janvier 2003. Il est coproduit par la scène nationale de Mâcon. Matthieu Chedid et Xavier Géronimi participent à son enregistrement. Chaque lundi pendant deux mois, Varlet se produit en solo sur la scène du Ciné 13, un théâtre de Montmartre appartenant au réalisateur Claude Lelouch,. Il joue également en première partie de Philippe Katerine, avant de partir en tournée accompagné de deux musiciens,.
En 2007, Fargo Records édite son troisième album, Ciel de fête. Varlet effectue une nouvelle tournée, mais le label se recentre sur le folk et le blues américain et se sépare de ses artistes français. En 2010, le label suisse Shayo Records édite son album Soleil noir,.

## Style musical et influences
Alexandre Varlet opère dans le registre Chanson française. Si la tentation orchestrale nimbe Dragueuse de fond et que Ciel de fête flirte avec le rock, Varlet s'engage depuis Soleil noir vers une forme plus dénudée de folk noir.

## Récompenses
- 2007 Premier lauréat du Prix Olivier Chappe[8].

## Discographie

### Albums
- 1998 : Naïf comme le couteau (BMG France)
- 2002 : Dragueuse de fond (BMG France)
- 2007 : Ciel de fête (Fargo Records)
- 2010 : Soleil noir (Shayo Records)
- 2013 : Alexandre Varlet (Les Disques du 7ème Ciel)
- 2018 : Soulage (Les Disques du 7ème Ciel)

### Singles
- 2014 : Bonne Nuit / Beyrouth (Les Disques du 7ème Ciel)